# Kim Rhodes
Kimberly Rhodes (Portland, Oregón; 7 de junio de 1969) es una actriz estadounidense reconocida por sus diversos desempeños en series como Otro Mundo, Supernatural, donde interpreta a Jody Mills, y The Suite Life of Zack and Cody, donde interpreta a la madre de Zack y Cody (Dylan y Cole Sprouse).

## Biografía
Sus padres son Jane y Frank Rhodes, y tiene una hermana de nombre Jennifer. Se crio en su ciudad natal, asistió a la Universidad del Sur de Oregón, y obtuvo su bachillerato en Bellas Artes en la actuación. Se graduó de la Universidad de Temple, con su maestría en Bellas Artes.

## Carrera
Rhodes comenzó su carrera como actriz en la telenovela Otro Mundo interpretando a Cynthia. Fue actriz invitada en series como Martial Law, Titus, Becker y CSI: Crime Scene Investigation, pero su rol debut fue como Carey Martin en la serie de Disney The Suite Life of Zack and Cody (2005-2008), donde interpretaba a la mamá de los gemelos Sprouse. Además apareció en 3 episodios de su secuela, The Suite Life on Deck, desempeñando el mismo personaje. Desde 2010 ha participado en diferentes capítulos de la serie Supernatural en el papel de la Sheriff Jody Mills.

## Vida personal
Se casó con el actor Travis Hodges el 11 de julio de 2006, y dio a luz a una niña, Tabitha Jane, en mayo de 2008. Actualmente residen en Los Ángeles, California. Aparte de actuar, disfruta cantando y bailando, algo que hacía en The Suite Life of Zack and Cody y en  The Suite Life on Deck debido a exigencias del guion.

## Filmografía
| Año       | Título                           | Rol                        | Otras Notas                                           |
| --------- | -------------------------------- | -------------------------- | ----------------------------------------------------- |
| 1999      | Otro Mundo                       | Cynthia                    | 53 episodios                                          |
| 1999      | La Linterna                      | Rachel Lipton              |                                                       |
| 1999      | Martial Law                      | Roxanne Cole               | 1 episodio                                            |
| 2000      | Como el Mundo Gira               | Cindy Harrison             |                                                       |
| 2000      | Star Trek: Voyager               | Lindsay Ballard            | 1 episodio, "Ashes to ashes"                          |
| 2000      | One World                        | Diane                      | 1 episodio                                            |
| 2001      | Titus                            | Tiffany                    | 1 episodio                                            |
| 2001      | En búsqueda                      | Ann Sutton                 |                                                       |
| 2001      | The Invisible Man                | Eleanor Stark              | 1 episodio                                            |
| 2002      | Becker                           | Julie                      | 1 episodio                                            |
| 2002      | Touched by an Angel              | Liz                        | 1 episodio                                            |
| 2002      | Boomtown                         | Julia Sloan                | 1 episodio                                            |
| 2002      | Without a Trace                  | Polly                      | 1 episodio                                            |
| 2004      | CSI: Crime Scene Investigation   | Lydia López                | 1 episodio                                            |
| 2004      | Christmas with the Kranks        | personal de la Oficina     |                                                       |
| 2005—2008 | The Suite Life of Zack and Cody  | Carey Martin               | Coprotagonista, serie de TV Disney Channel            |
| 2008      | Un beso en medianoche            | Maureen O'Connor           |                                                       |
| 2008      | Mostly Ghostly                   | Hariett Doyle              |                                                       |
| 2008—2009 | The Suite Life on Deck           | Carey Martin               | Papel recurrente, serie de TV Disney Channel          |
| 2009      | House M.D.                       | Mujer en evento de caridad | 1 episodio, "Broken"                                  |
| 2010—2020 | Supernatural                     | Sheriff Jody Mills         | personaje recurrente 19 episodios, serie de TV The CW |
| 2010      | Los Locos Hermanos               | Mum                        | Todos los episodios                                   |
| 2011      | Mystery Girl                     | Val Brookston              |                                                       |
| 2012      | Atlas Shrugged II: The Strike    | Lilian Rearden             |                                                       |
| 2013      | Switched at Birth                | Tria                       | 2 episodios                                           |
| 2014      | NCIS                             | Oficial Sandra Jenkins     | 1 episodio, "Honor Thy Father"                        |
| 2015      | Extant                           | Nicole                     | 1 episodio, "The New Frontier"                        |
| 2016      | Colony                           | Rachel                     | 6 episodios                                           |
| 2016-2017 | Kings of Con                     | Sue                        | 6 episodios                                           |
| 2017      | Mentes Criminales: Sin Fronteras | Linda Barnes               | invitada 2 episodios, serie de TV                     |
| 2018      | Mentes criminales                | Linda Barnes               | invitada 4 episodios, serie de TV                     |